# Став-охолоджувач Зміївської ТЕС
 Став-охолоджувач Зміївської ТЕС — наливне водосховище, створене шляхом реконструкції озера Лиман. Розташований у Зміївському районі Харківської області.
- Водосховище побудовано в 1960 році по проекту Харківського відділення Всесоюзного інституту «Теплоелектропроект».
- Призначення — технічне водопостачання та охолодження циркуляційної води Зміївської ДРЕС, а також для зрошення і риборозведення.
- Вид регулювання — сезонне.

## Основні параметри водосховища
- нормальний підпірний рівень — 91,0 м;
- рівень мертвого об'єму — 89,0 м;
- повний об'єм — 53,1 млн м³;
- корисний об'єм — 23,18 млн м³;
- площа дзеркала — 1250 га;
- довжина — 5,9 км;
- середня ширина — 2,1 км;
- максимальні ширина — 2,9 км;
- середня глибина — 4,25 м;
- максимальна глибина — 5,85 м.

## Основні гідрологічні характеристики
- Площа водозбірного басейну — 42,2 км².
- Річний об'єм стоку 50 % забезпеченості — 1,92 млн м³.
- Паводковий стік 50 % забезпеченості — 0,88 млн м³.
- Максимальні витрати води 1 % забезпеченості — 86,05 м³/с.

## Склад гідротехнічних споруд
- Глуха земляна гребля № 1 довжиною — 1386 м, висотою — 3,6 м, шириною — 6 м, розташована в південно-східній частині ставу.
- Глуха земляна гребля № 2 (гребля золовідвалу) довжиною — 2334 м, висотою — 6,5 м, шириною — 11 м.
- Донний водоспуск призначений для продувки та спорожнення ставу-охолоджувача, виконаний із збірних залізобетонних труб діаметром 1500 мм та сталевих труб діаметром 1400 мм, довжиною — 70 м, обладнані засувками. Розташований у тілі греблі № 2.
- Відкритий береговий швидкотік із монолітного залізобетону з бортами відкісного типу. Довжина скату — 27,2 м, довжина кріплення за водоскатом — 125 м. Розташований на північному березі става-охолоджувача на території електростанції.
- Струменеспрямовуючі греблі призначені для покращення циркуляції води в ставу-охолоджувачі. Греблі земляні, насипні, загальною довжиною — 1680 м, висотою — 4,6 м, шириною — 4,0 м, закладення укосів — 1:2. Розташовані на північному березі ставу-охолоджувача.
- Споруда для підкачки води із р. Сіверський Донець — насосна станція, обладнана трьома насосами загальною продуктивністю — 4,3 м³/с, з'єднана з р. Сіверський Донець каналом довжиною 128 м.

Подача води в став-охолоджувач здійснюється по каналу довжиною 2090 м, по залізобетонним трубам діаметром 1500×584 м.
- насосна станція підкачки, розташована в 2,1 км південно східніше земляної греблі № 2.

## Використання водосховища
Став-охолоджувач використовується для технічного водопостачання та охолодження циркуляційної води Зміївської ТЕС.
Також на базі става створене підприємство по виробництву товарної риби «Лиманський».
Гідротехнічі споруди знаходиться на балансі Зміївської ТЕС.